# Arroyo Blanco (Martínez de la Torre)
Arroyo Blanco es una congregación del municipio de Martínez de la Torre, ubicado en la región nautla del estado mexicano de Veracruz.

## Geografía
La localidad se ubica a 16.2 kilómetros (en dirección sur) de la localidad de Martínez de la Torre, la cabecera y lugar más poblado del municipio. Se sitúa en las coordenadas geográficas 20°12′53″N 97°03′38″O / 20.214722, -97.060556, a una elevación de 59 metros sobre el nivel del mar.

## Demografía
Según el Conteo de Población y Vivienda 2020, efectuado por el Instituto Nacional de Estadística y Geografía, la localidad tiene 967 habitantes, de los cuales 505 son del sexo masculino y 462 del sexo femenino. Su tasa de fecundidad es de 2.22 hijos por mujer y tiene 249 viviendas particulares habitadas.
| Gráfica de evolución demográfica de Arroyo Blanco entre 1930 y 2020 |
|                                                                     |
| INEGI.                                                              |